# Mertensia ovum
Genre
Espèce
Mertensia ovum est une espèce de cténophores de la famille des Mertensiidae, seul représentant du genre Mertensia. 

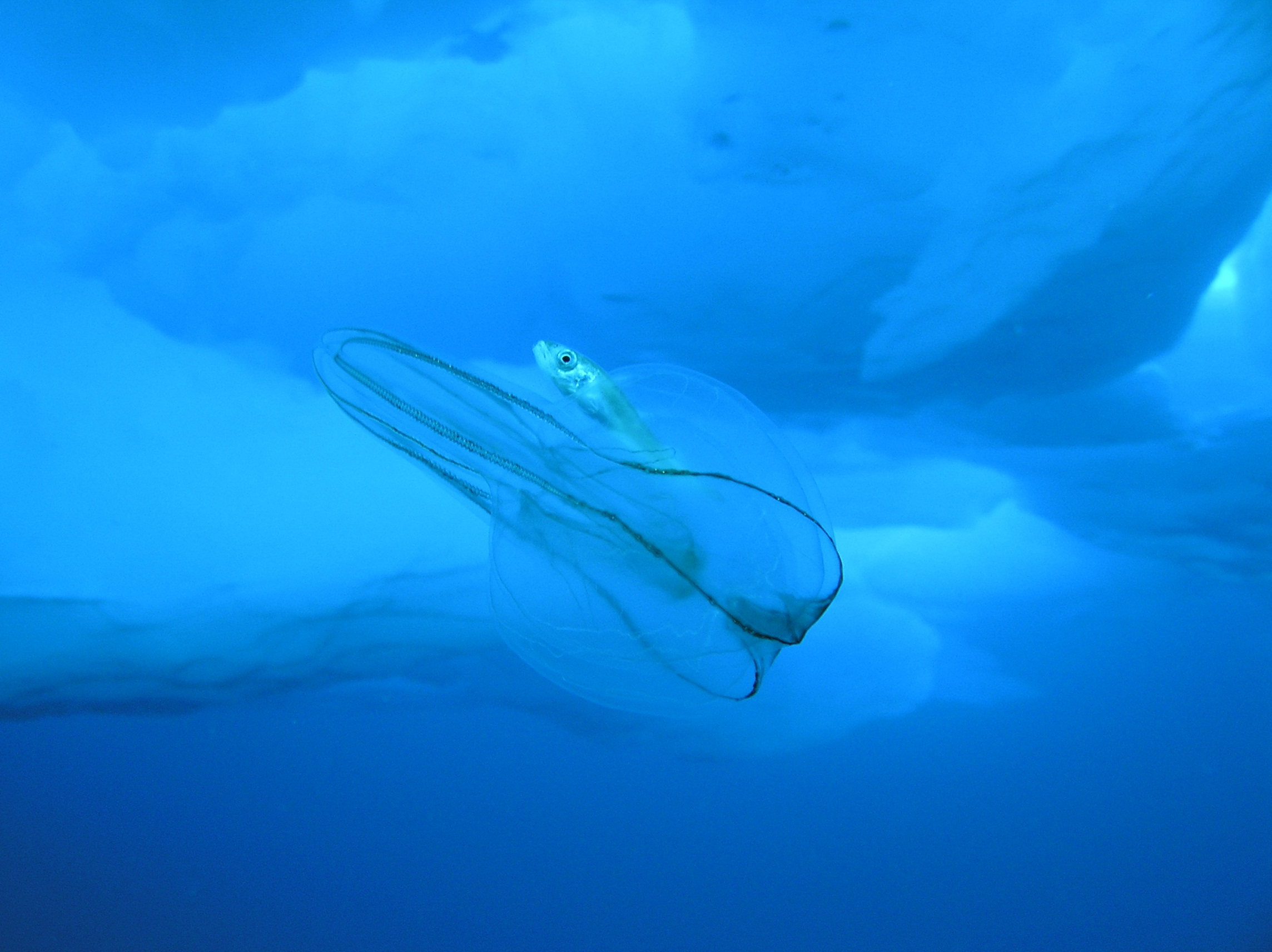
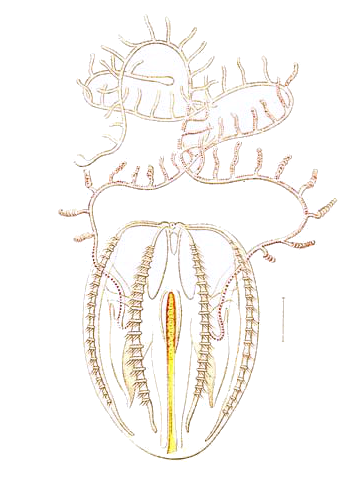
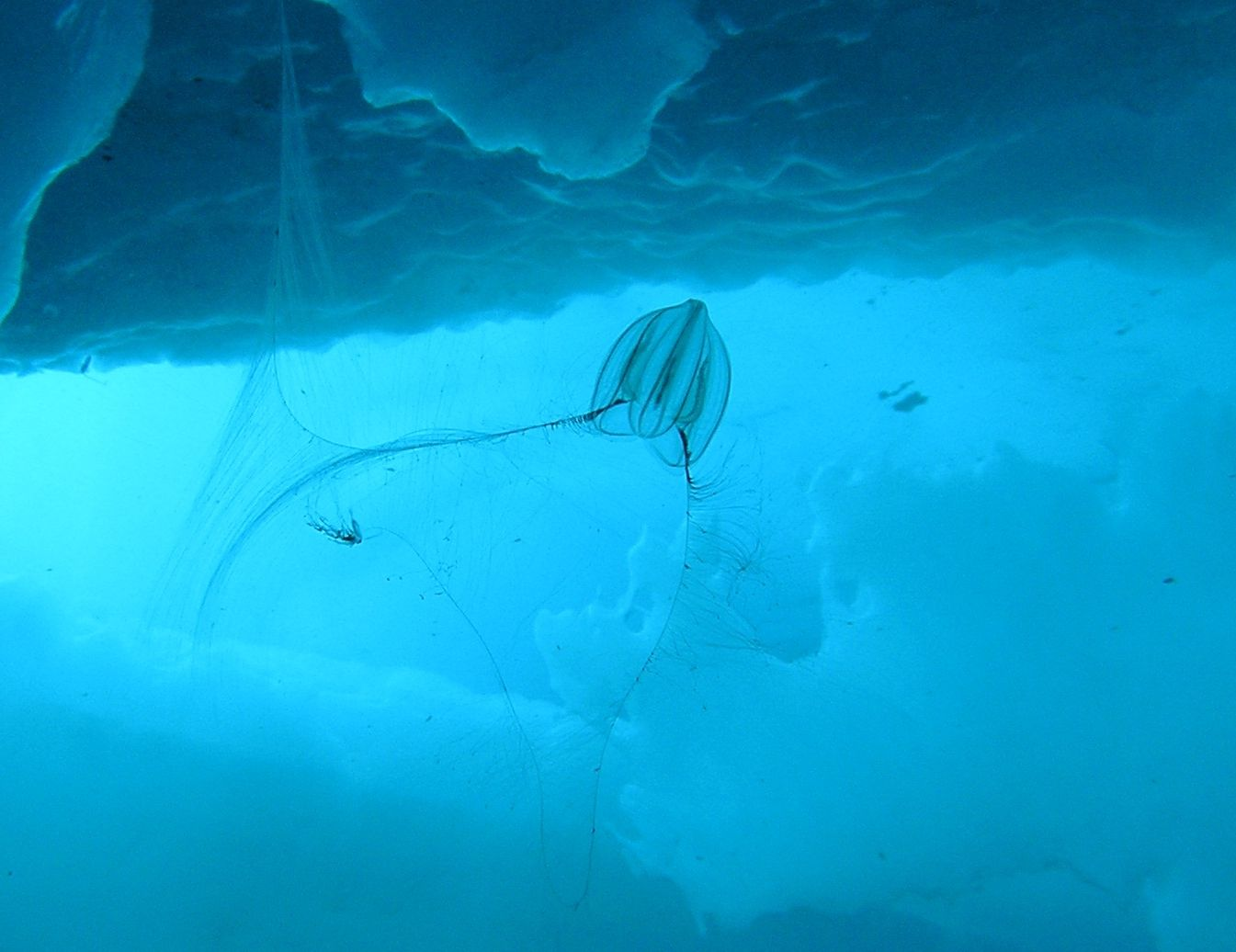
Un spécimen sous la glace arctique en mer de Beaufort.